# Roy
För andra betydelser, se Roy (olika betydelser).
Roy är ett brittiskt mansnamn som kommer från franskans roi – kung.
Endast en handfull pojkar får namnet som tilltalsnamn i varje årskull. Den 31 december 2012 fanns det totalt 4 682 personer i Sverige med namnet Roy, varav 2 555 med det som tilltalsnamn/förstanamn.
Namnsdag i Sverige: 7 september, (1986–1992: 3 november). I den finlandssvenska namnsdagslängden har Roy namnsdag 7 september sedan 1995.

## Personer med förnamnet Roy
- Roy Acuff, amerikansk countrysångare
- Roy Andersson, svensk regissör
  - Roy, biograf i Göteborg, uppkallad efter regissören Roy Andersson
- Roy Andersson, svensk fotbollsspelare
- Roy Carroll, nordirländsk fotbollsspelare
- Roy Cohn, amerikansk jurist
- Roy Eldridge, amerikansk jazzmusiker
- Roy Emerson, australisk tennisspelare
- Roy Hodgson, engelsk fotbollstränare
- Roy Horn, tysk illusionist i duon Siegfried & Roy
- Roy Jacobsen, norsk författare
- Roy Jenkins, brittisk politiker
- Roy Keane, irländsk fotbollsspelare
- Roy Lichtenstein, amerikansk konstnär
- Roy Orbison, amerikansk sångare
- Roy Rogers, amerikansk skådespelare

### Fiktiva personer med förnamnet Roy
- Roy, tillsammans med Roger innehavare av Macken i TV-serien med samma namn
- Roy, figur i spelet Fire Emblem

## Personer med efternamnet Roy
- Arundhati Roy, indisk författare
- Patrick Roy, kanadensisk före detta ishockeymålvakt
- Susovan Sonu Roy, indisk skådespelare och dansare